# Elisa (portugiesische Sängerin)

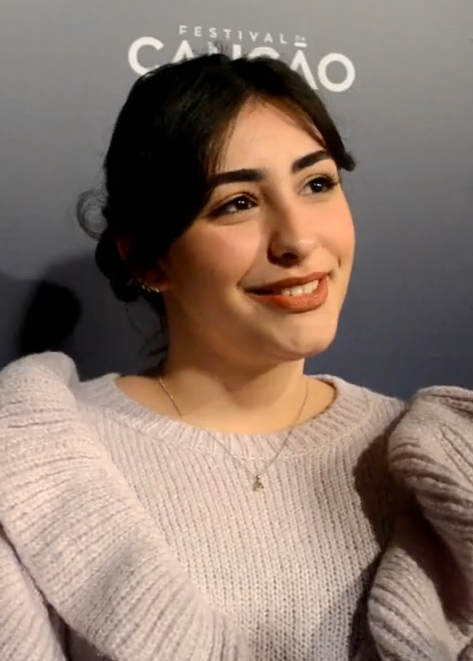
Elisa, 2020

Elisa Silva, bekannt als Elisa, (* 7. Mai 1999 auf Madeira, Portugal) ist eine portugiesische Sängerin. Sie sollte Portugal beim Eurovision Song Contest 2020 in Rotterdam vertreten. Der Wettbewerb musste aber am 18. März 2020 aufgrund der COVID-19-Pandemie abgesagt werden.

## Biografie
Elisa Silva stammt von der portugiesischen Insel Madeira. Bereits als Kind begann sie zu singen und nahm an mehreren Gesangswettbewerben teil, unter anderem 2008 beim 4. Festival da Canção Infantil ‘Pequenos Sóis’ mit dem Lied O Sol e a Nuvem. Im darauffolgenden Jahr gewann sie mit dem Lied Voa Borboleta, Voa beim 5. Festival da Canção Infantil ‘Pequenos Sóis’. 2010 nahm sie am 29º Festival da Canção Infantil da Madeira teil. Beim Festival Regional de Talentos 2013 in Câmara de Lobos auf Madeira ging Elisa mit dem Lied On My Own als Siegerin hervor.
2015 nahm Elisa an der 5. Staffel von Ídolos teil, der portugiesischen Version der Castingshow Pop Idol. Dort schied sie allerdings noch vor den Liveshows aus.
Mit 17 Jahren begann Elisa am Konservatorium von Madeira Jazz zu studieren. Später studierte sie Musik in Lissabon und unterschrieb einen Plattenvertrag mit der Warner Music Group. Besonders beeinflusst wurde sie bereits seit ihrer Kindheit von der Musik der 1960er, 1970er und 1980er Jahre sowie von Musikern wie den Beatles, Queen, Eagles oder ABBA.
2020 nahm Elisa beim Festival da Canção, dem portugiesischen Vorentscheid für den Eurovision Song Contest, teil. Ihr Lied Medo de Sentir stammt von der Songwriterin Marta Carvalho. Im Finale am 7. März 2020 belegte sie sowohl beim Juryvoting als auch bei der Zuschauerabstimmung den zweiten Platz und konnte sich mit 2 Punkten Vorsprung vor der Zweitplatzierten Bárbara Tinoco durchsetzen. Durch den Sieg beim Festival da Canção erhielt Elisa das Recht, Portugal beim Eurovision Song Contest 2020 in Rotterdam zu vertreten. Dort sollte sie im zweiten Halbfinale am 14. Mai antreten. Der Wettbewerb musste aber am 18. März 2020 aufgrund der COVID-19-Pandemie abgesagt werden.

## Diskografie
Singles
- 2020: Medo de Sentir
- 2020: Coração
- 2021: Na Ilha